# Meranoplus montanus
Meranoplus montanus é uma espécie de formiga do gênero Meranoplus, pertencente à subfamília Myrmicinae.